# Marie-Antoinette (série télévisée, 2022)
Pour les articles homonymes, voir Marie-Antoinette.
Marie-Antoinette est une série télévisée franco-britannique de fiction historique créée et écrite par Deborah Davis, scénariste de La Favorite.
Elle est basée sur la vie de la reine de France Marie-Antoinette, jusqu'au début de la Révolution française.
La première saison décrit comment Marie-Antoinette, incarnée par l'actrice allemande Emilia Schüle, devient dauphine de France après son mariage avec l'héritier du trône, le futur Louis XVI, puis reine à l’âge de 18 ans.
La deuxième saison raconte la vie de la reine à la cour, dix ans après son arrivée au pouvoir, et s'attarde sur l'affaire du collier de la reine.
En France, la série est diffusée depuis le 31 octobre 2022 sur Canal+.
Au Québec, elle est diffusée sur Radio-Canada depuis le 6 janvier 2024.

## Synopsis

### Saison 1
Encore jeune, Marie-Antoinette quitte l'Autriche pour épouser le dauphin de France.
À son arrivée à Versailles, elle se voit contrainte de se conformer aux nombreuses et complexes règles de la cour royale.
Rapidement, la princesse ressent la frustration de ne pas pouvoir vivre comme elle le souhaite, alors que sa mère insiste constamment pour qu'elle perpétue la lignée des Bourbons et renforce ainsi l'alliance entre la France et l'Autriche.
Cependant, la tâche se révèle plus ardue que prévu en raison du caractère fuyant et solitaire de son mari.

### Saison 2

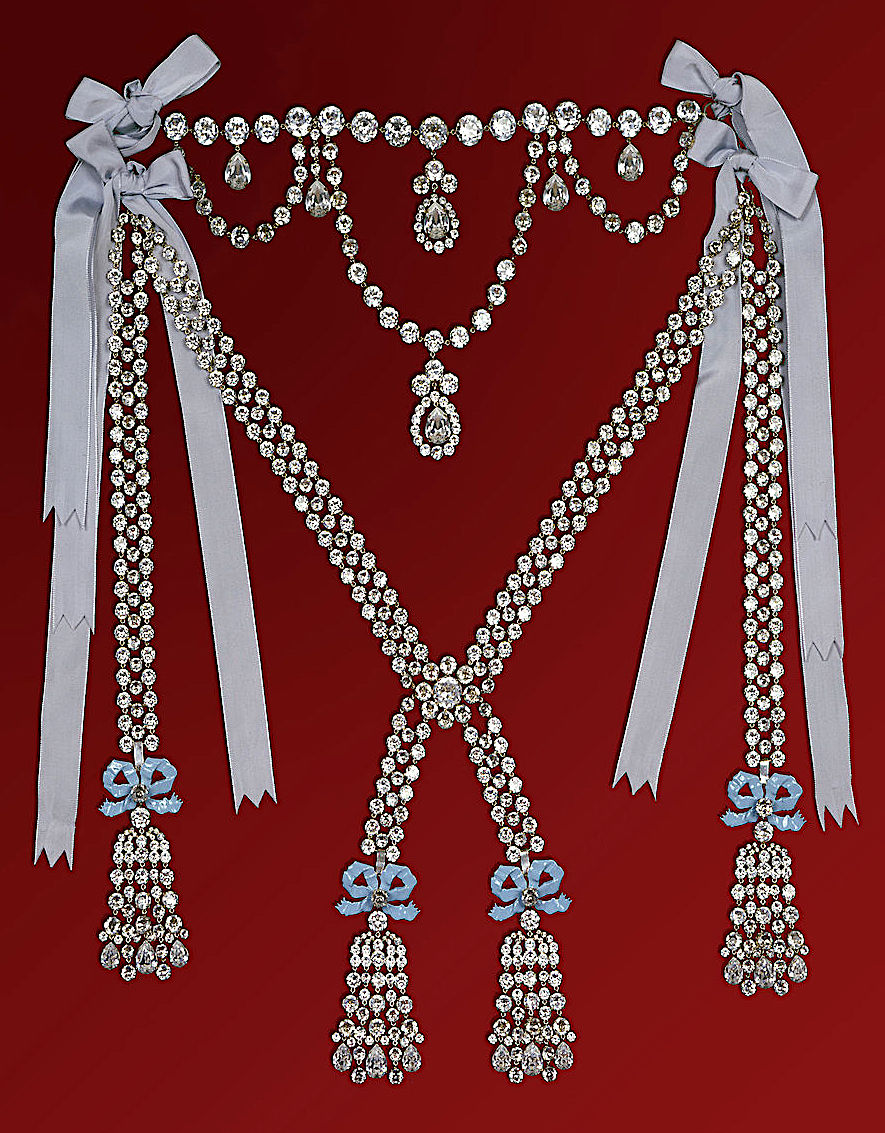
Reconstitution du collier de la reine.

Dix ans après être montée sur le trône, la reine Marie-Antoinette a donné naissance à un fils et semble avoir conquis le cœur des Français.
Malgré leur grande popularité auprès du peuple, Louis XVI et Marie-Antoinette doivent affronter une grave crise financière qui secoue le pays.
Alors que les attaques incessantes des comtes de Provence et de Chartres contre le couple royal nourrissent la haine des nobles, une énorme affaire d'escroquerie éclate, l'affaire du collier de la reine, dont les conséquences vont être désastreuses pour l'image de la reine de France.
De Versailles au Palais-Royal, le ciel s'assombrit pour la couple royal, et la révolte gronde.

## Genèse et développement

### Saison 1

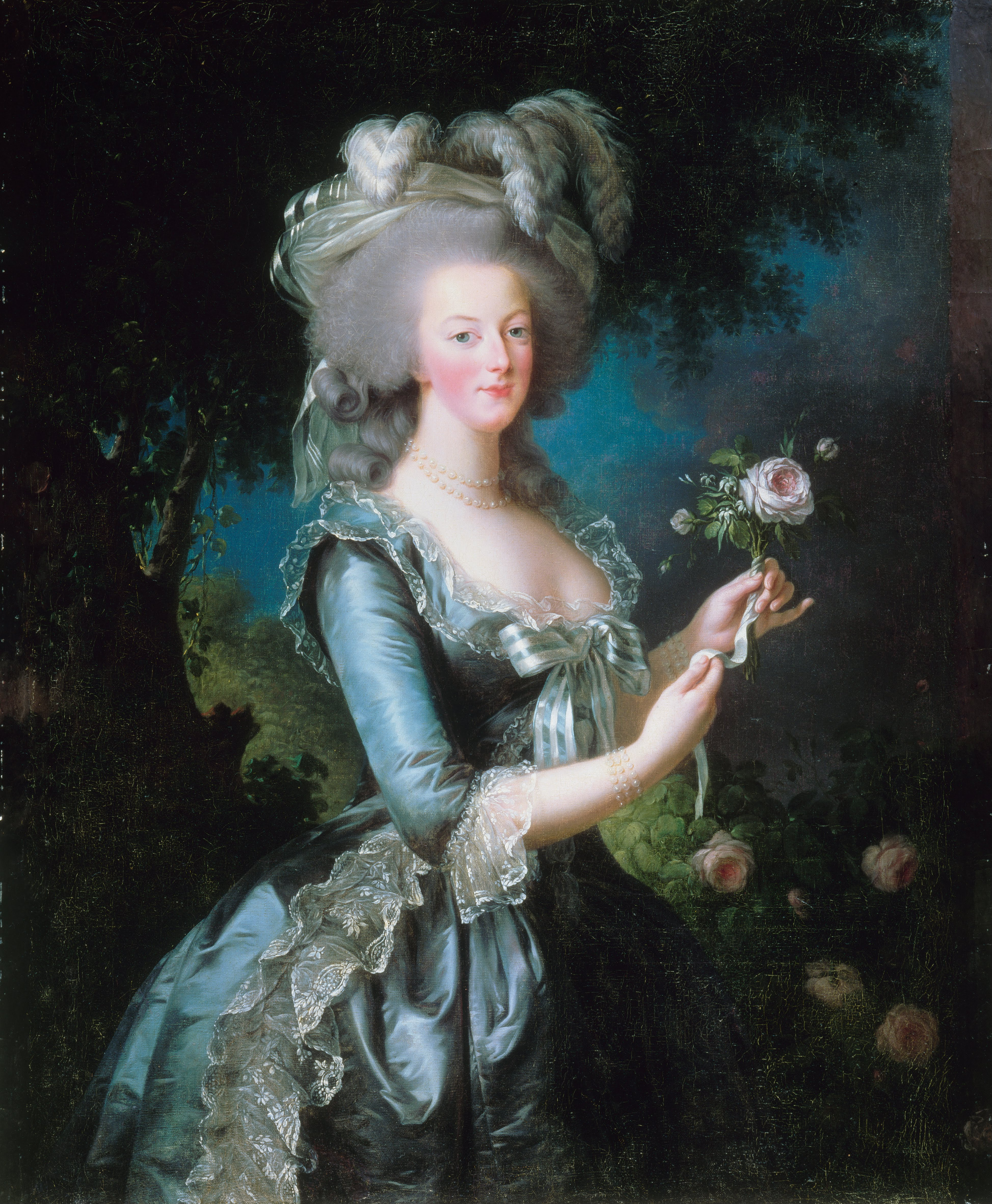
Marie-Antoinette par Élisabeth Vigée Le Brun.

Après la diffusion de la dernière saison de Versailles, Canal+ annonce que Deborah Davis est chargée d'écrire une série de huit épisodes sur la reine Marie-Antoinette.
Aux côtés de Banijay Studios et de CAPA Drama, la société de production française prévoit alors de créer une série en langue anglaise dans le but de la distribuer à un large public international de manière similaire à Versailles.
En octobre 2021, la presse annonce que la BBC a préacheté la série et que le diffuseur britannique fera partie du processus de production et de distribution.
Vogue et Variety rapportent que la série sera créée par une équipe d'écriture entièrement féminine et qu'elle offrirait une « prise féministe » sur la vie de Marie-Antoinette.
Interrogée par Le Parisien, la scénariste Louise Ironside explique avoir beaucoup étudié pour écrire le personnage de Marie-Antoinette, au point d’avoir lu le journal de la reine ainsi que la correspondance qu’elle a entretenue avec le comte de Fersen.
La série fait totalement abstraction du frère de Louis XVI et du comte de Provence, le Comte d'Artois, futur Charles X, roi de France.

### Saison 2
Le 17 mars 2023, Canal+ annonce qu'une deuxième saison a été commandée, avec Davis comme créateur ainsi qu'une équipe de scénaristes dirigée par Louise Ironside aux côtés de Charlotte Wolf, Francesca Forristal et Andrew Bambfield.
« On entre dans un volet plus grave et sérieux de la vie de Marie-Antoinette. Elle essaye de concilier sa vie de mère et de femme, or c’est une reine, elle est indivisible » déclare Olivier Bibas, directeur de la création originale chez Canal+. 
Emilia Schüle, qui incarne la reine, confirme la lente évolution de son personnage : « Elle est comme un diamant : sous la pression, elle devient incassable. [..] Elle est déchirée entre son désir de liberté en tant que femme et son devoir de reine. »

Olivier Bibas ajoute : 

« L’enjeu était de réussir à parler de l’intimité des personnages dans le cadre de la grande Histoire. C’est une fiction contemporaine qui propose une relecture en résonance avec notre temps, et nous voulions aborder de manière moderne les enjeux de cette époque. »

## Distribution
- Emilia Schüle (VF : Chloé Berthier) : Marie-Antoinette[8],[9]
- James Purefoy (VF : Bruno Choël) : Louis XV
- Louis Cunningham (VF : Maxime Coudour) : Louis XVI
- Jack Archer (VF : Alexis Gilot) : Provence
- Jasmine Blackborow (VF : Laëtitia Coryn) : Lamballe
- Crystal Shepherd-Cross : Adélaïde
- Caroline Piette : Victoire
- Nathan Willcocks : Mercy
- Roxane Duran : Joséphine
- Marthe Keller : l'Impératrice
- Gaia Weiss : Madame du Barry
- Oscar Lesage : Chartres
- Liah O'Prey : Yolande
- Yoli Fuller : Saint-George
- Paul Bandey (VF : Patrick Raynal) : Maurepas
- Nicola Perot (VF : Eilias Changuel) : d'Aiguillon
- Martijn Lakemeier (VF : Clément Moreau) : Axel de Fersen
- Nathaniel Spender : Julie (VF : lui même)
- Anastasia Augst : aristocrate
- Freya Mavor : Jeanne de Valois-Saint-Rémy

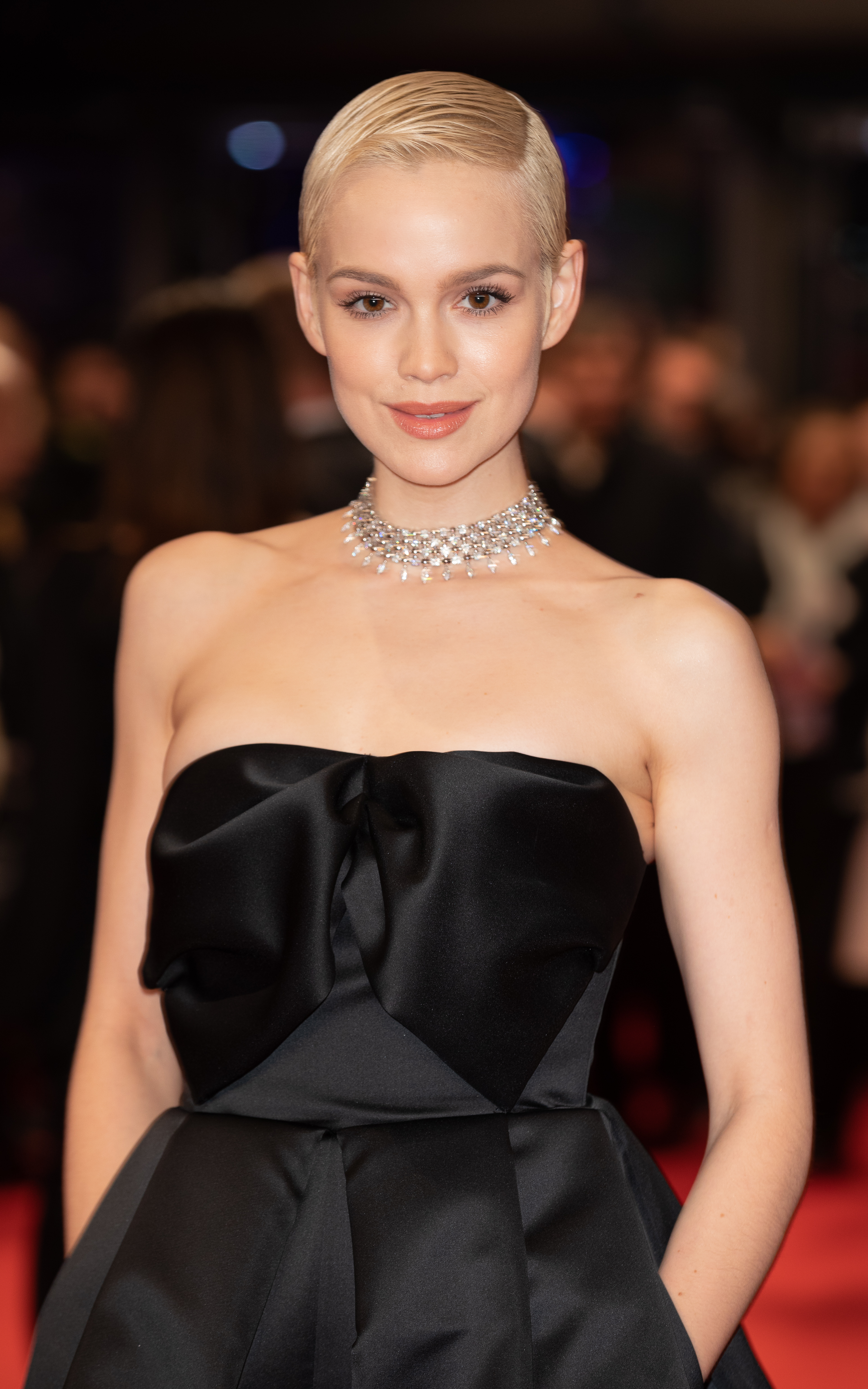
Emilia Schüle (Marie-Antoinette).
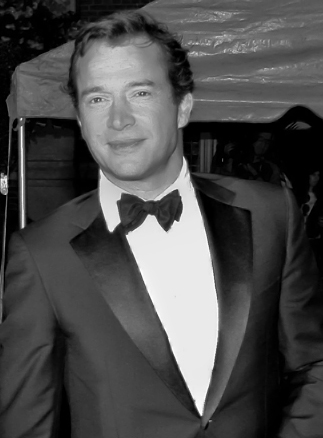
James Purefoy (Louis XV).
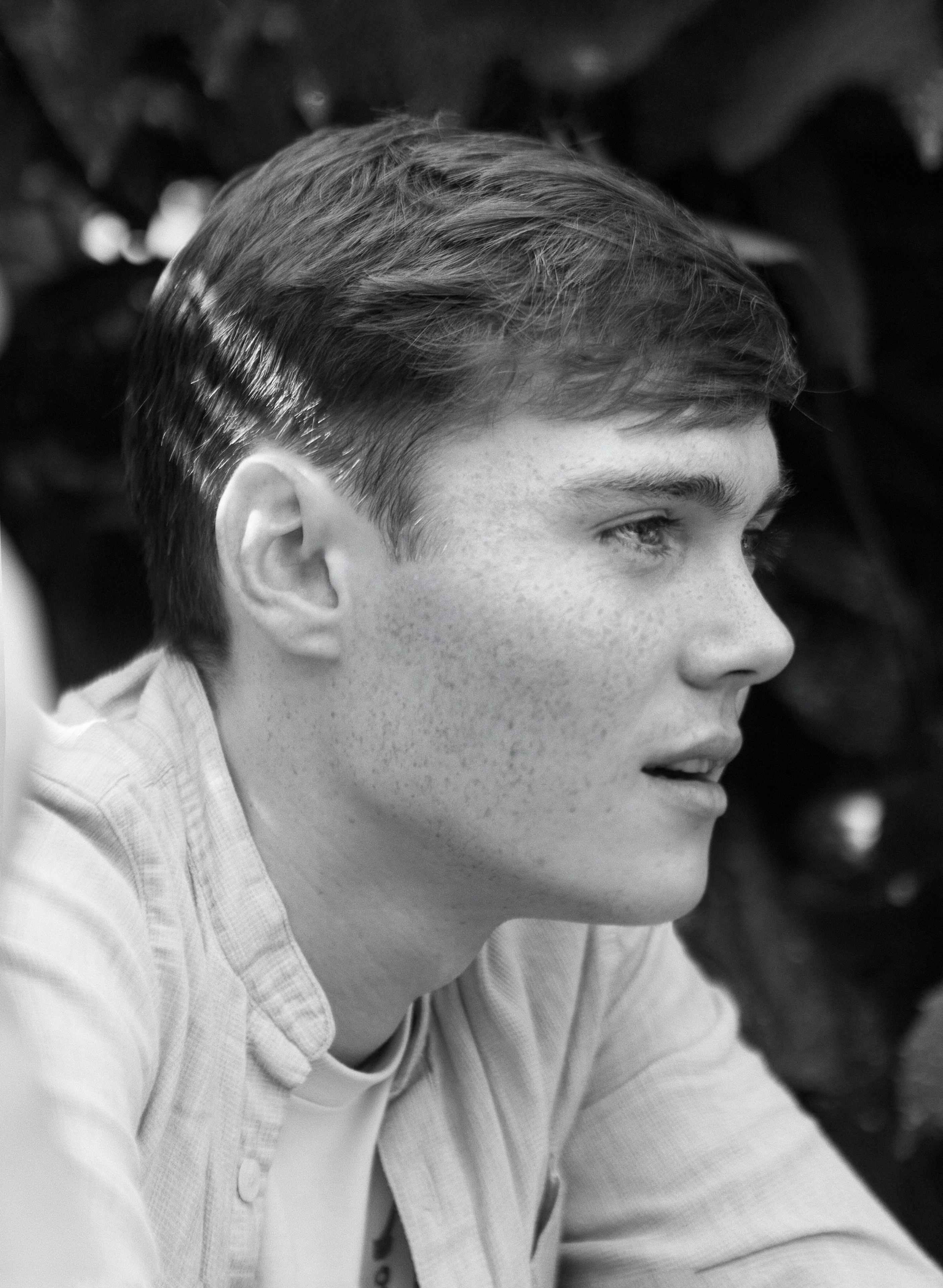
Jack Archer (Provence).
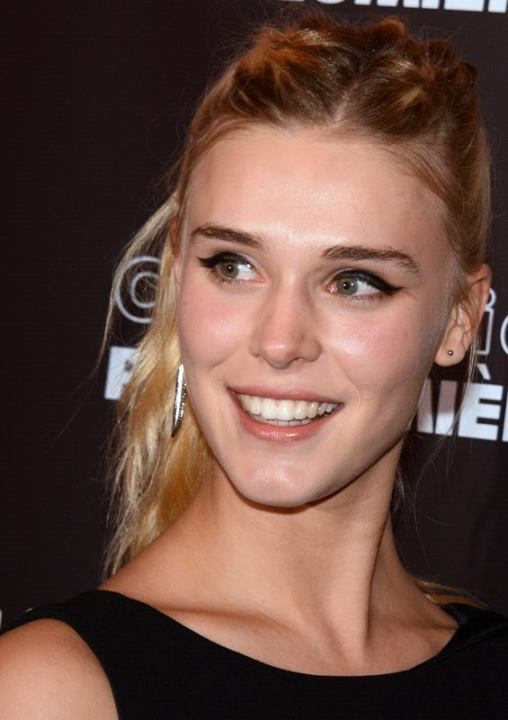
Gaia Weiss (Madame du Barry).

## Tournage

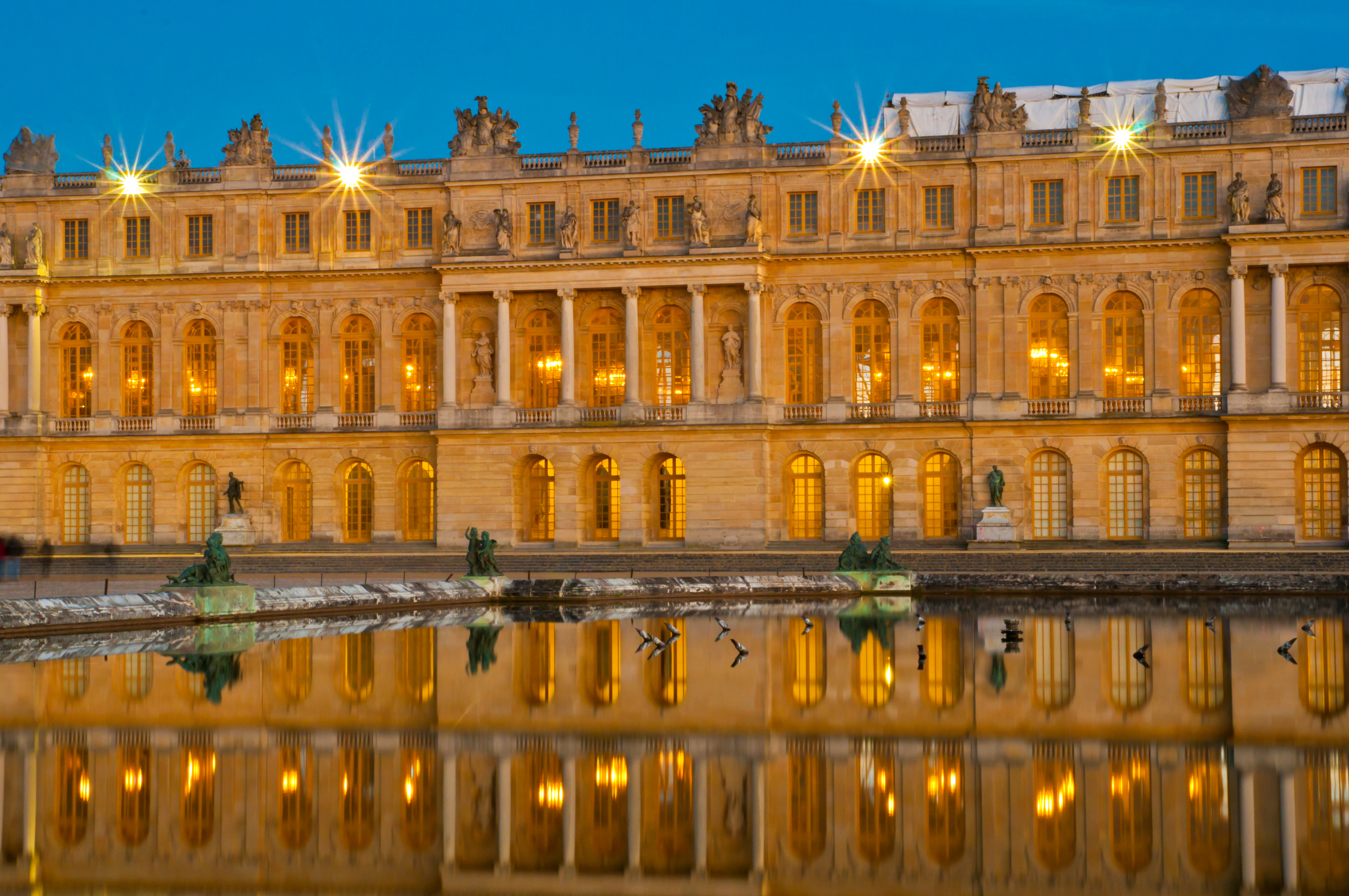
Plusieurs séquences ont été tournées au Château de Versailles.

Le tournage de la première saison débute en septembre 2021. À cette occasion, Variety rapporte qu'en plus des studios de Bry-Sur-Marne, le tournage se déroule dans des lieux tels que les châteaux de Versailles, Vaux-le-Vicomte, Fontainebleau, Lésigny, etc.
Le 27 septembre 2023, CANAL+ annonce le début du tournage de la saison 2 dans les lieux emblématiques comme les Châteaux de Versailles, de Fontainebleau, de Senlis, de Vaux-le-Vicomte, le Palais-Royal à Paris et les studios de Bry-sur-Marne, pour une diffusion programmée le 17 février 2025.

## Costumes
Madeline Fontaine, la directrice artistique des costumes, indique avoir accordé beaucoup d’importance à la cage des costumes lors des premiers épisodes.
Elle marque, selon elle, les débuts difficiles de la jeune autrichienne à Versailles. Les robes à la française sont d'abord privilégiées dans le début de la première saison, avant de laisser place à des robes à l’anglaise, plus légères, symbolisant la quête de liberté de Marie-Antoinette.
Deux robes portées par Emilia Schüle sont créées par la maison Dior.

## Diffusion
La première saison de Marie-Antoinette est diffusée en France sur Canal+ le 31 octobre 2022.
Elle est diffusée au Royaume-Uni le 29 décembre 2022 sur BBC et aux États-Unis sur PBS le 19 mars 2023. En Australie, elle est distribuée par BBC First et diffusée sur les services de streaming Foxtel et Binge.
La deuxième saison de Marie-Antoinette est diffusée en France sur Canal+ le 17 février 2025.

## Épisodes

### Première saison (2022)
1. La gifle
2. Reines rivales
3. Le choix d'une princesse
4. Reine de France
5. Reine rebelle
6. Deus Ex Machina
7. L'Autrichienne
8. Reine de coeur

### Deuxième saison (2025): L'affaire du Collier
1. Un hiver cruel
2. Le mariage de Figaro
3. Un héritage périlleux
4. À la poursuite du bonheur
5. Assemblée d'ennemis
6. Haïe, honnie, humiliée
7. Madame Déficit
8. Le début de la fin[17]

## Réception

### Saison 1
Sur le site Rotten Tomatoes, 60 % des 10 avis critiques sont positifs, avec une note moyenne de 5,9/10. Le Guardian a donné à la série quatre sur cinq, complimentant la performance de Schüle et commentant « Étrange, drôle, grotesque par endroits… ce drame de l'auteur du film La Favorite dépeint la reine de France comme une adolescente naïve et enjouée - et c'est extrêmement divertissant ». TV Times et le magazine Weekend ont même attribué cinq sur cinq, à ce dernier déclarant que la série « tisse une tapisserie extravagante d'excès et d'intrigues ».
Le Telegraph a noté trois sur cinq, déclarant « après huit heures d'effervescence [Marie-Antoinette] conclut par un triomphe dynastique » mais « ce n'est évidemment pas de l'histoire ». Le Financial Times a également donné trois sur cinq, concluant que « malgré tous les détails fastidieux d'une production ambitieuse, Marie-Antoinette peut parfois ressembler à une petite part de gâteau, alors que ce dont nous avons envie est un peu plus de matière dans la narration ». L'Evening Standard est plus critique avec une note de deux sur cinq la décrivant comme « un drame d'époque traditionnel standard alourdi par les attentes »[réf. souhaitée].
Variety a présenté la série comme l'un de ses choix de critiques pour la meilleure série internationale de 2022, décrivant la performance de Schüle comme « fascinante ».

### Saison 2
À l’occasion de la deuxième saison, Blaise de Chabalier de TV Magazine dresse une critique sévère de la série : « Plus de deux ans après une première saison consternante, la créatrice britannique Deborah Davis poursuit son outrage à la reine sur Canal + ».
Malgré un cadre splendide, le journaliste s’avoue globalement déçu : « l’impression de gâchis est d’autant plus grande que les décors naturels sont magnifiques, avec de nombreuses scènes tournées dans le château de Versailles et son parc ou encore au Palais-Royal ».
Le journaliste regrette en particulier l’ampleur donnée aux scènes érotiques dans la série, notamment la scène d’orgie du premier épisode, « une séquence à la fois grossière, en dehors de la réalité historique et sans le moindre intérêt pour le déroulement de l’intrigue ». Quant aux ébats entre la reine Marie-Antoinette et Axel de Fersen, il estime que ceux-ci « auraient davantage leur place dans un film érotique du samedi soir ».
Au contraire, Emeline Collet du Parisien dresse une critique positive de cette nouvelle saison, qu’elle trouve « palpitante ».
La journaliste loue le talent des acteurs, et en particulier d’Emilia Schüle, « formidable interprète, à la fois gracile et déterminée ».
Elle ajoute : « cette palpitante saison 2, plus politique, montre une Marie-Antoinette bien plus intelligente qu’on l’a souvent dit. [..] une souveraine déchirée entre ses aspirations de femme et son devoir de reine ».